# Petersbach (Schwechat)
Der Petersbach ist ein Bach in Niederösterreich und Wien. Er ist ein Zubringer der Schwechat. Der Bach entspringt dem Quellhorizont im Norden des Ortskerns von Perchtoldsdorf bei der Schwabquelle ⊙ in der Flur Krautgärten und im Garten ⊙ des Knappenhofes. Er wurde urkundlich 1431 als „Perchtolczpach“ erstmals genannt.

## Verlauf
Der Petersbach weist ein Einzugsgebiet von 33,7 km² auf. Sein mittlerer Abfluss (MQ) beträgt 0,03 m³/s. Er führt das ganze Jahr über Wasser.

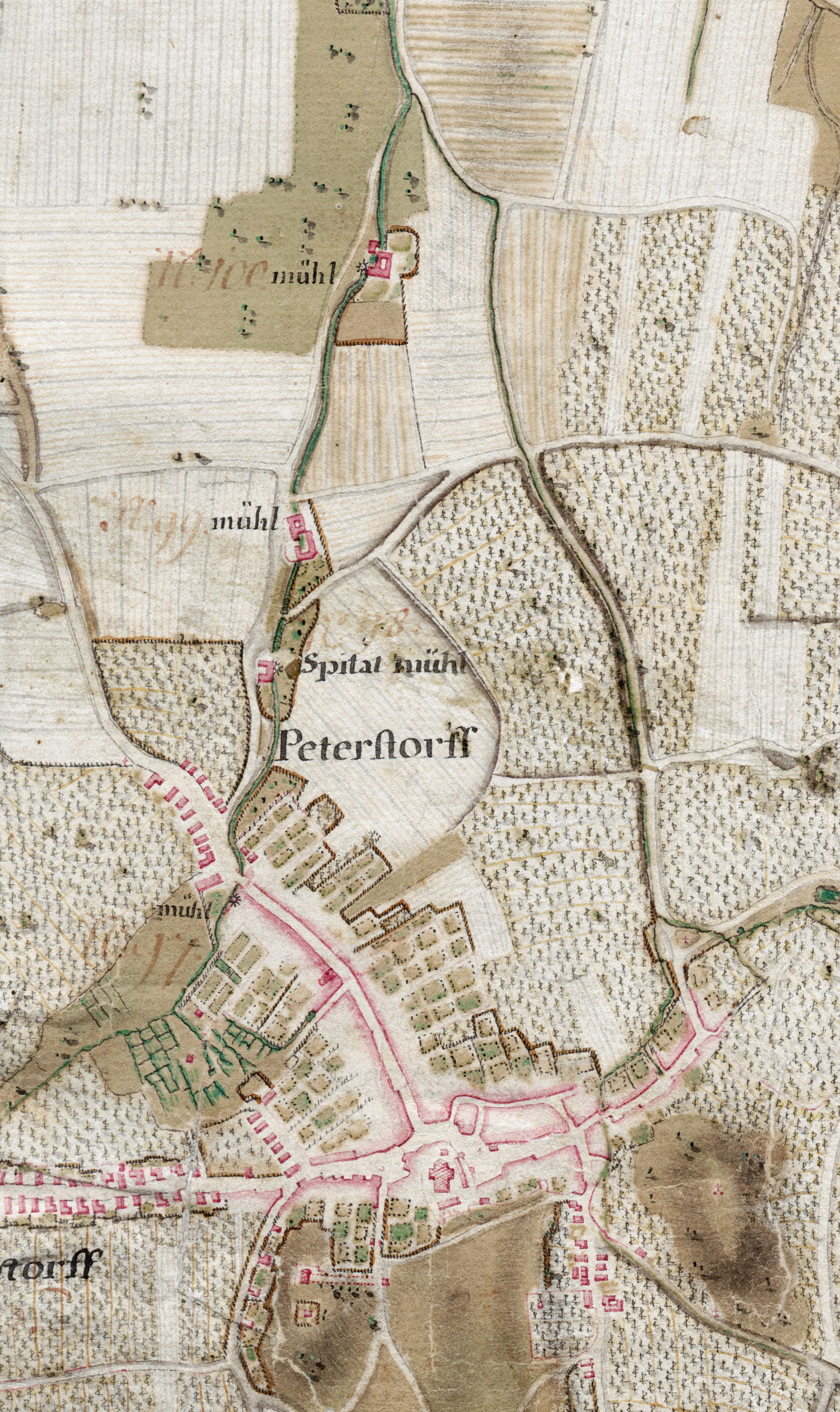
Oberlauf des Petersbaches und Quellgebiet, ca. 1750

Der Bach floss vor seiner Kanalisierung wenige Meter nach der Quelle unter einer Brücke der damaligen Straßenbahnlinie 360 und der 1. Wiener Hochquellenwasserleitung an der Oberfläche, seit der Kanalisierung liegt sein Lauf unterirdisch im Bereich der Wiener Gasse und Mühlgasse und entwässert die Regenwasser-Kanalisation der Gemeinde. Erst östlich der Südbahn, ab der Anton-Wildgans-Gasse, fließt er oberirdisch. Ein rechter Zubringer ist der Schirgengraben, der aber bereits westlich des Hochbergs ⊙ in die Kanalisierung der Hochbergstraße mündet. Dieses Gewässer verläuft weiter unterirdisch über die Wegbachgasse, Gluckgasse, Langgasse und Stuttgarter Straße zur Einmündung bei der Mühlgasse.⊙ Reste des bis in die 1960er-Jahre offen fließenden Baches sind an der Breite der Stuttgarter Straße und ihrem nördlichen Rad erkennbar. Ein kleiner weiterer rechter Zubringer mit geringer Wassermenge war bis ca. Mitte des 20. Jahrhunderts die „Föhrenbergrunse“ im Verlauf Fehnerweg–Pfarrer-Seemann-Promenade im südlichen Begrischpark,⊙ die vor ihrer Kanalisierung zwischen den Häusern 6 und 8 auf den Marktplatz mündete.
Der Aubach, der als linker Zubringer früher den Burggraben des Schlosses Liesing speiste, verläuft heute nur noch unterirdisch.
Nach Perchtoldsdorf fließt der Petersbach über eine Länge von 1650 m durch den Bezirksteil Siebenhirten des 23. Wiener Gemeindebezirk Liesing. Unter der Kellerberggasse ist er über eine Strecke von 200 m eingedeckt. Die Petersbachbrücke ist eine 3 m lange und 12 m breite Stahlbeton-Straßenbrücke, über die die Bernhard-Billes-Gasse führt. In Wien besteht eine sehr hohe Gefahr von Überflutungen. Im Fall eines Jahrhunderthochwassers des Petersbachs sind in sehr hohem Ausmaß Infrastruktur und Wohnbevölkerung betroffen.
Nach Wien erreicht der Bach die niederösterreichischen Gemeinden Vösendorf, Hennersdorf und Leopoldsdorf. In der Gemeinde Maria-Lanzendorf mündet er schließlich linksseitig in Schwechat.

## Geschichte

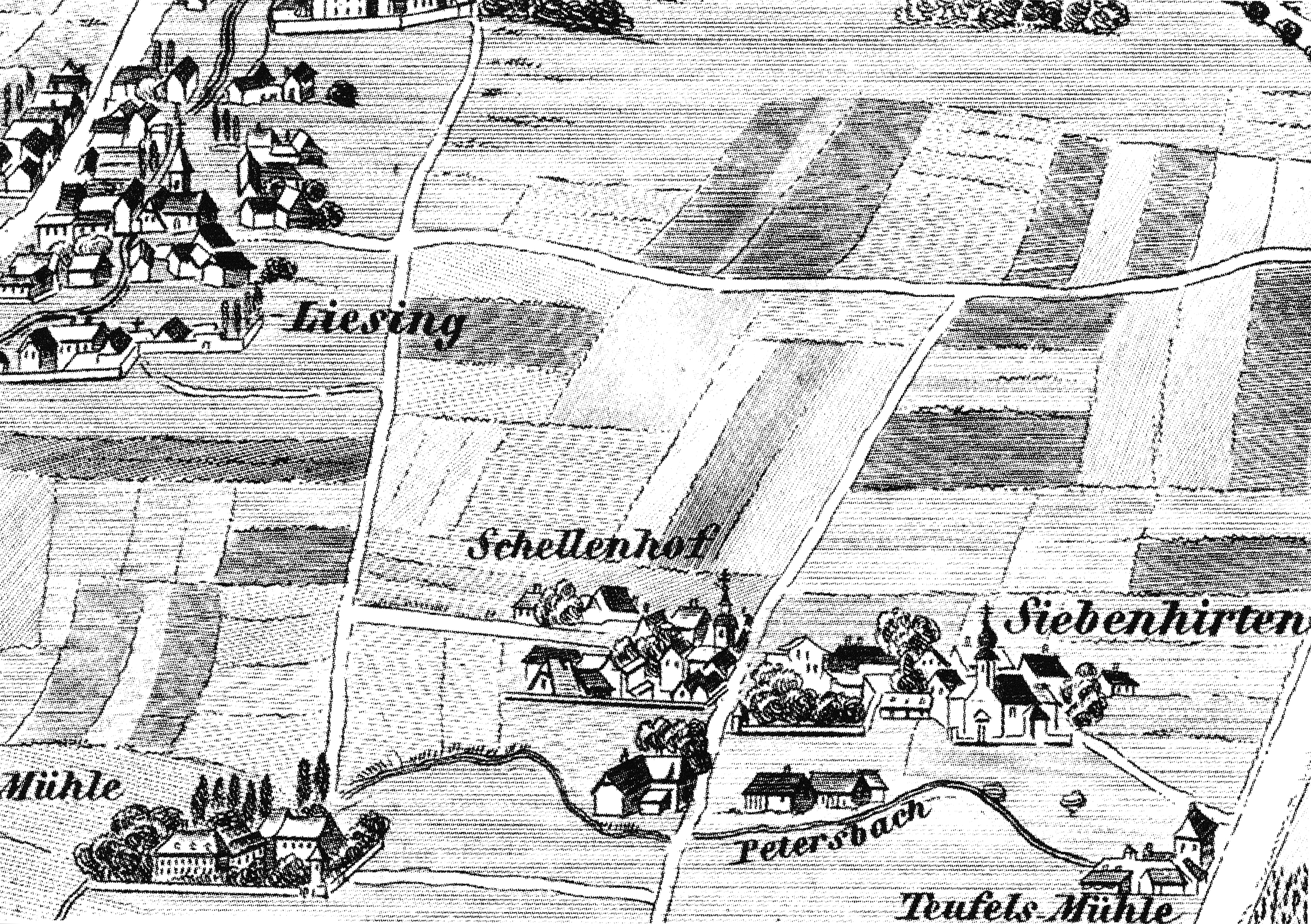
Karte des Petersbachs bei Siebenhirten um 1837

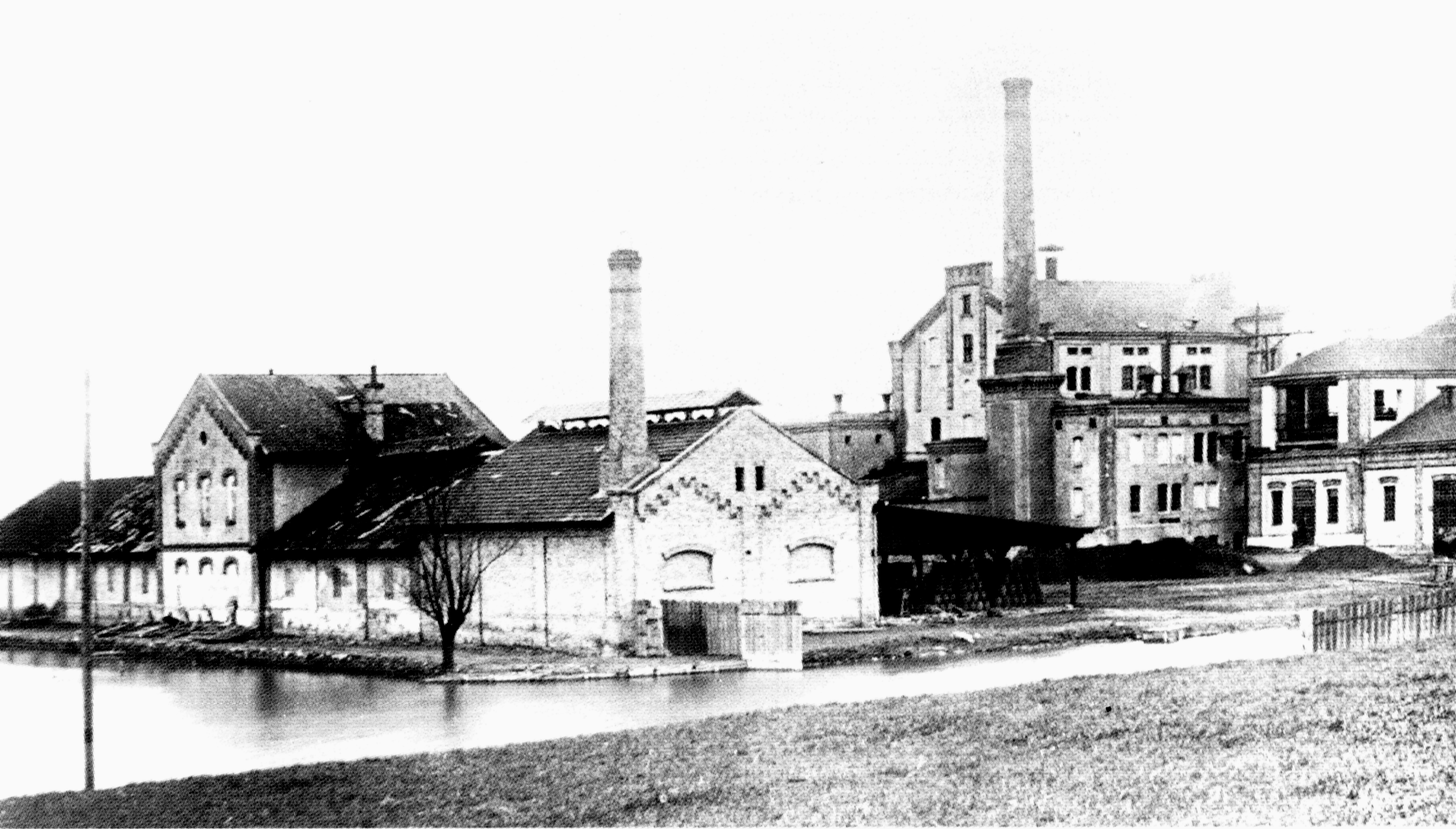
Aufgestauter Petersbach bei der Brauerei Schellenhof um 1900

In einigen Publikationen wird vermutet, dass die ehemalige römische Wasserleitung zum Legionslager Vindobona u. a. aus der Quelle des Petersbaches beim früheren Zell-Bad (Herkulesquelle, Herkulesbad, heute Park beim Kulturzentrum) gespeist worden sein könnte. Konkrete Funde oder andere Belege gibt es dafür jedoch nicht.
Der Schellenhof war ein alter Edelsitz am Petersbach. Er wurde um 1530 erstmals urkundlich erwähnt. Hier entstand im frühen 19. Jahrhundert die Brauerei Schellenhof. Der Gebäudekomplex wurde im Zweiten Weltkrieg bei einem Bombenangriff zerstört. Die Teufelsmühle in Siebenhirten wurde 1590/1591 erstmals urkundlich erwähnt, war jedoch wahrscheinlich älteren Ursprungs. Seit dem 18. Jahrhundert ist eine Sage um einen Räuber und Mörder als Mühlenbesitzer verbreitet, die die Grundlage für das erfolgreiche Theaterstück Die Teufelsmühle am Wienerberg von Karl Friedrich Hensler bildete. Am Ort der Teufelsmühle stand seit dem 18. Jahrhundert ein populäres Gasthaus, das 1903 einem Brand zum Opfer fiel und daraufhin neu erbaut wurde. Am Petersbach gab es noch weitere Mühlen. Dazu zählten in Perchtoldsdorf im 18. Jahrhundert die Markt- oder Spitalmühle, die Tabor- oder Spitalmühle, die Scharr- oder
Khernmühle, die Neumühle, die Obere Spaichmühle und die Untere Spaichmühle.
Während des Zweiten Weltkriegs wurde in Wien mit Regulierungsarbeiten am Petersbach begonnen, die 1944 eingestellt wurden. Die Eindeckung unter der Kellerberggasse wurde 1950 errichtet. Die Petersbachbrücke der Bernhard-Billes-Gasse wurde 1959 erbaut. In Perchtoldsdorf wurde ab 1959 an der Kanalisation gearbeitet und der Petersbach reguliert. Nach einem Dammbruch kam es zu Pfingsten 1991 in Maria-Lanzendorf zu Überflutungen. Ein 200 m langer Abschnitt des Bachs beim Kellerberg in Siebenhirten wurde 2012 renaturiert. Zum Zweck einer Verbesserung des Hochwasserschutzes wurden 2016 in Maria-Lanzendorf die Bachufer gerodet. Nach dem Gewässer wurde der 2019 geschaffene Pfarrverband Am Petersbach benannt, der die römisch-katholischen Pfarren Hennersdorf, Leopoldsdorf und Vösendorf umfasst.

## Umweltsituation
Kurz vor der Querung der Triester Straße wurde der Petersbach über einen Zeitraum von mehreren Jahrzehnten durch den Betrieb der ehemaligen Raffinerie Vösendorf mit Mineralölkohlenwasserstoffen und PAK kontaminiert. Es wurden ölhaltige Betriebsabwässer in ehemalige Ziegelteiche eingeleitet.  Die Ziegelteiche entwässerten in weiterer Folge über einen Kanal in den Petersbach. Seit 2009 wird der nun als Altlast N20 Raffinerie Vösendorf im Altlastenatlas ausgewiesene Altstandort durch eine Teilumschließung mittels Dichtwand gesichert und die Verunreinigung des Petersbaches beendet.